# Prueba de Marsh

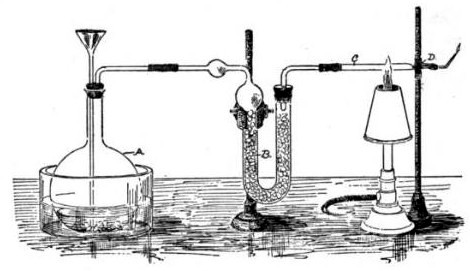
Test de Berzelius, empleado para detectar la presencia de arsénico en una muestra. Este método en esencia parte de la prueba de Marsh e introduce una serie de modificaciones.

La prueba de Marsh es un método altamente sensible  en la detección de arsénico, especialmente útil en el campo de toxicología forense cuándo el arsénico había sido utilizado como veneno. Este fue desarrollado por el químico James Marsh, que lo publicó primeramente en 1836.  El método continuó siendo utilizado, con mejoras, en toxicología forense hasta la década de 1970.
Arsénico, en forma de arsénico blanco (As
2O
3), era un veneno que era elegido por sus particulares cualidades, siendo inodoro, lo que permitía ser incorporado fácilmente a alimentos y bebida, y antes del advenimiento de la prueba de Marsh, casi imposible de detectar en el cuerpo. En Francia, llegó a ser conocido como poudre de succession ("polvo de herencia"). Para el médico inexperto, el envenenamiento de arsénico puede asemejarse a los síntomas del cólera. [La cita necesitada]